# Музей современного искусства Сан-Франциско
Музей современного искусства Сан-Франциско (англ. San Francisco Museum of Modern Art, сокр. SFMOMA) — художественный музей в Сан-Франциско, где хранится обширное собрание произведений искусства конца XIX—XXI века. В коллекции представлено более 29 000 произведений живописи, графики, скульптуры, фотографии и архитектуры, а также арт-объектов, представляющих современные медийные виды искусства.

## История
Музей современного искусства в Сан-Франциско является частным, некоммерческим предприятием. Он был создан в 1935 году, назывался Художественным музеем Сан-Франциско, и в основу его собрания легла подаренная Альбертом Бендером коллекция из 36 произведений искусства, включавшая картину Д. Риверы «Носильщик цветов». Затем собрание стало стремительно расширяться за счет приобретений и передачи на долгосрочное экспонирование частных коллекций. Например, в 2009 году был заключен на 100 лет контракт на хранение коллекции Дорис и Дональда Фишеров (1100 работ, включая произведения Уорхола, Кифера, Колдера, Лихтенштейна и др.)
Музей стал первым крупным собранием искусства XX века на западном побережье США. Здесь прошли первые музейные выставки таких корифеев современного искусства как Джексон Поллок, Аршиль Горки и Клиффорд Стилл.
Музей ежегодно вручает престижную премию Bay Area Treasure Award за заслуги в области современного искусства. В разное время её были удостоены Джордж Лукас, Джим Кэмпбелл, Лоуренс Халприн. В 2014 году за вклад в индустриальный дизайн получил определивший облик продукции Apple Джонатан Айв.
С 1995 года музей располагается в здании в районе южнее Маркет-стрит, спроектированном швейцарским архитектором Марио Боттой, финалистом конкурса 1988 года, в котором также принимали участие Тадао Андо и Фрэнк Гери. В центре музея располагается атриум, представленный во внешнем объёме полосатым черно-белым срезанным цилиндром, контрастирующим с другими частями здания.
В 2016 году предполагается увеличение музейных площадей в 2 раза, благодаря созданию нового корпуса, строительство которого ведёт международное архитектурное бюро Snøhetta. Новое здание в виде громадного белоснежного айсберга станет фоном, на котором ещё чётче будет читаться ставший уже знаковым фасад Марио Ботты.
С 2002 года Музеем руководит Нил Бен-Эзра.

## Коллекции
Коллекция живописи и скульптуры насчитывает 7 000 произведений, созданных в период с 1900 года до настоящего времени, от фовизма и кубизма до поп-арта и минимализма, при этом особое внимание уделяется абстрактному экспрессионизму, концептуализму, немецкому экспрессионизму и искусству Калифорнии.
В музее хорошо представлено творчество Анри Матисса, Марселя Дюшана, Анселя Адамса, Франца Марка, Тео ван Дуйсбурга, Пауля Клее, Джексона Поллока, Мартина Киппенбергера, Клауса фон Бруха, Керри Джеймса Маршалла, Ээро Сааринена и др.
Музей одним из первых, уже с момента своего основания, начал рассматривать фотографию как искусство. На сегодняшний день в его собрании более 14 000 работ, начиная с времени изобретения фотографии в 1830-х годах. Музей специализируется на изучении фотографии Калифорнии и Запада США, а также европейского авангарда и американского модернизма. В музее хранится крупнейшая в мире коллекция фотографий калифорнийской группы F/64. Интерес представляют коллекции снимков XIX века, собрание художественной и документальной фотографии.
Отдел архитектуры и дизайна обладает коллекцией архитектурных чертежей, моделей, мебели, инсталляций, в особенности носящих экспериментальный характер (Широ Курамата, Имзы, Леббеус Вудс или представляющих местную школу Bay Area (области Залива Сан-Франциско).
Отдел медийного искусства был создан в 1987 году, одним из первых в США. Там находятся работы Вито Аккончи, Дэна Грэма, Гэри Хилла, Нам Джун Пайка, Эйя-Лиизы Ахтила, Мэтью Барни, Пьера Юига, видеоинсталляции Пипилотти Рист, Кристиана Марклея и др.

## Некоторые работы

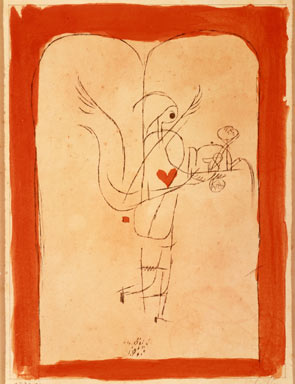
П. Клее Ангел, несущий десерт
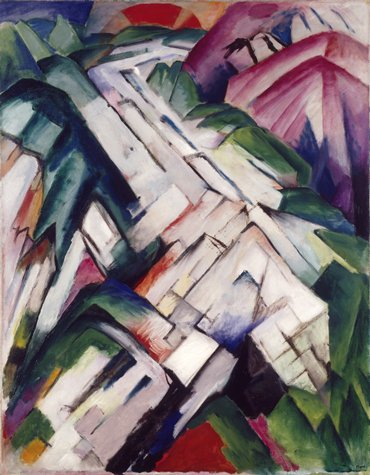
Ф. Марк Горы (1911—1912)
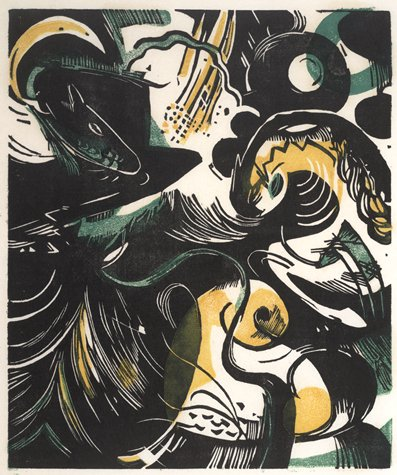
Ф. Марк Сотворение мира (1914)
картина мексиканской художницы Фриды Кало, написанная маслом на холсте в 1931 году.
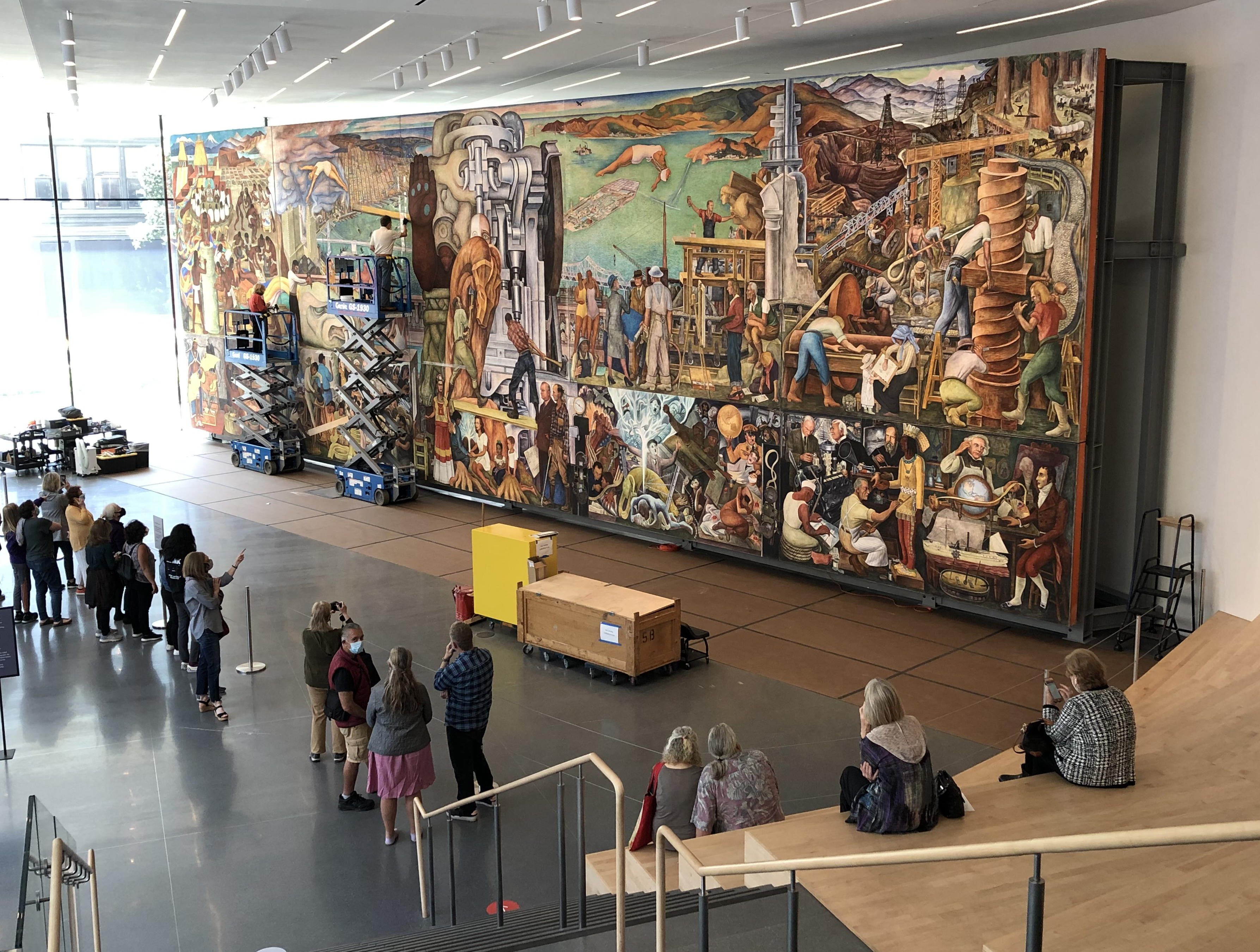
Фреска Диего Ривера "Pan American Unity" в фойе музея.

## Руководство
В разное время музеем руководили:
- Грейс Морли (1935—1958)
- Джордж Д. С. (1958—1965)
- Джеральд Норланд (1966—1972)
- Генри Т. Хопкинс (1974—1986)
- Джон Р. Лейн (1987—1997)
- Дэвид А. Росс (1998—2001)
- Сфома Нил Беренза (с 2002 г.)